# التغذية الشريانية للجهاز الهضمي

## مقدمة
الجهاز الهضمي هو أحد الأجهزة الكبيرة في جسم الإنسان؛ و الذي يتكون من عدة أعضاء يساهمون مع بعضهم على القيام بعملية هضم الطعام و امتصاص المواد الغذائية منه و ثم تخليص الجسم من الفضلات الناتجة من عملية هضمه. و بما أن هذا الجزء حيوي جدا لإن المواد الغذائية تتوزع منه إلى باقي جسم الإنسان فإن الشبكة الشريانية التي تمر من خلاله كبيرة و واسعة و مفصلة.

## الشرايين المغذية للجهاز الهضمي
تأتي التغذية للجهاز الهضمي عن طريق الشريان الأبهر البطني(Abdominal Aorta) الذي يمتد من نهاية الأبهر الصدري(Thoracic Aorta) عند نهاية الفقرة(T12) إلى انقسام الأبهر إلى الشريانين الحرقفيين الأصليين(Common Iliac Arteries) عند الفقرة (L4). و تعتبر الشرايين المتفرعة من الجزء الأمامي للأبهر البطني(Anterior Branches Of Abdominal Aorta) هي مصدر تغذية الجهاز الهضمي.
يساهم ثلاثة شرايين رئيسية في الجزء الأمامي من الأبهر في تغذية أعضاء الجهاز الهضمي؛ و هم:
1- الشريان البطني (Celiac Artery).
2- الشريان المساريقي العلوي (Superior Mesenteric Artery).
3- الشريان المساريقي السفلي (Inferior Mesenteric Artery).

### الشريان البطني (Celiac Artery):
يقوم الشريان البطني بتغذية الجزء الأمامي من المعي(Foregut) الذي يمتد من بداية الجزء البطني من المريء(Abdominal esophagus) و حتى الحليمة الإثناعشرية الكبيرة(Major duodenal Papilla)، متضمنا في طريقه الجزء البطني من المريئ، المعدة(Stomach)، البنكرياس(Pancreas)، الكبد(Liver)، المرارة،(Gallbladder) و الجزء الممتد من بداية الإثني عشر(Duodenum) إلى الحليمة الكبيرة الخاصة به.
يتفرع من الشريان البطني ثلاثة شرايين فرعية هم:

#### 1- الشريان المعدي الأيسر(Left Gastric Artery)':'
يعتبر أصغر أفرع الشريان البطني و يصعد ليتفرع منه أفرع مريئية(Esophageal Branches) لتغذي الجزء البطني من المريئ، و في نفس الوقت يتفرع منه أفرع هابطة تغذي الانحناء الصغير للمعدة(Lesser Curvature) و ينتهي باتصاله بالشريان المعدي الأيمن (Right Gastric Artery).

#### 2-الشريان الطحالي(Splenic Artery)':'
يعتبر أكبر أفرع الشريان البطني، و يعبر لجهة اليسار بطريقة متموجة على طول الطرف العلوي للبنكرياس باتجاه الطحال، و خلال هذا يقوم بإعطاء شرايين عديدة لتغذية عنق، جسم، و ذيل البنكرياس.
عندما يقترب الشريان من الطحال؛ يقوم الشريان الطحالي بإعطاء الشرايين المعدية القصيرة(Short Gastric Arteries) التي تقوم بتغذية قاع المعدة(Stomach Fundus)، و يعطي الشريان الطحالي أيضا الشريان المعدي الثربي الأيسر(Left gastro-omental artery) و الذي يغذي الانحناء الكبير للمعدة(Greater Curvature) و يتصل بالشريان المعدي الثربي الأيمن(Right gastro-omental artery).

#### 3-الشريان الكبدي الأصلي(Common Hepatic Artery)':'
هو شريان متوسط الحجم، و يعبر لجهة اليمين و ينقسم إلى فرعين طرفيين: الشريان الكبدي المخصوص(Hepatic artery Proper) و الشريان المعدي الإثناعشري(Gastroduodenal Artery).
الشريان الكبدي المخصوص يصعد باتجاه الكبد و ينقسم إلى الشريان الكبدي الأيمن و الأيسر(Left and Right Hepatic Artery)، و يقوم الشريان الكبدي الأيمن بإعطاء الشريان المراري(Cystic Artery) لتغذية المرارة.
الشريان المعدي الإثناعشري يمكن أن يعطي الشريان الإثناعشري العلوي(Supraduodenal Artery)، و يعطي أيضا الشريان البنكرياسي الإثنا عشري الخلفي العلوي(Posterior Superior Pencreaticoduodenal Artery)، ثم يكمل طريقه نزولا حتى يصل إلى الحافة السفلية للجزء العلوي من الإثناعشر ليتفرع إلى أفرعه النهائية: الشريان المعدي الثربي الأيمن، و الشريان البنكرياسي الإثناعشري الأمامي العلوي (Anterior Superior Penceaticoduodenal Artery).
يقوم الشريان لمعدي الثربي الأيمن بالاتجاه نحو اليسار على طول الانحناء الكبير للمعدة حتى يتصل مع مثيله الأيسر و يعطي في طريقه أفرعا لسطحي المعدة و أفرعا أخرى هابطة لتغذي الثرب الكبير(Greater Omentum)، بينما يقوم الشريانان (البنكرياسي الإثناعشري) الأمامي العلوي و الخلفي العلوي بتغذية رأس البنكرياس و الإثناعشر و يتصلان بالنهاية مع الشريانين (البنكرياسي الإثناعشري) الأمامي السفلي و الخلفي السفلي(Posterior and Anterior Inferior pencreaticoduodenal Arteries).

### الشريان المساريقي العلوي(Superior Mesenteric Artery)
يقوم الشريان المساريقي العلوي بتغذية الجزء الأوسط من المعي(midgut)؛ امتدادا من نهاية المعي الامامي(الحليمة الإثناعشرية الكبيرة) و وصولا لبداية المهي المؤخر(Hindgut) الذي يبدأ عند اتصال الثلثين الأقرب و الثلث الأبعد من القولون المستعرض(Transverse Colon) متضمنا في طريقه التغذية الشريانية للجزء المتبقي من الإثناعشر الممثل في ما يقع تحت الحليمة الإثناعشرية الكبيرة، الصائم(Jejunum)، المعي اللفائفي(Ileum)،المصران الأعور(Cecum)، الزائدة الدودية(Appendix)، القولون الصاعد(Ascending Colon)، و الثلثين على جهة اليمين من القولون المستعرض.
يتفرع من الشريان المساريقي العلوي عدة شرايين فرعية:

#### الشريان البنكرياسي الإثناعشري السفلي(Inferior Pencreaticoduodenal Artery)
يعتبر أول التفرعات الخاصة بالشريان المساريقي العلوي، و ينقسم مباشرة إلى فرع أمامي و فرع خلفي يقومان مع بعضهما بالصعود على جانبي رأس البنكرياس(Head of Pancreas) إلى أن يتحدوا مع نظائرهم العلويين(الفرع الأمامي و الخلفي من الشريان البنكلرياسي الإثناعشري العلوي)، و يقوم هذان الشريانان بتغذية رأس البنكرياس، النتوء الخطافي الخاص به(Uncinate Process) ، و الإثناعشر.

#### الشرايين الصائمة و اللفائفية(Jejunal and Ileal Arteries)
عدد كبير من الشرايين و الأفرع مسؤولة عن تغذية الصائم ومعظم المعي اللفائفي.

#### الشريان القولوني الأوسط(Middle Colic Artery)
يعتبر أول شريان يخرج من الجهة اليمنى للشريان المساريقي العلوي، و ينقسم إلى فرع أيمن و أيسر؛ يقوم الشريان الأيمن بالإتحاد مع الشريان القولوني الأيمن(Right Colic Artery)، و يقوم الشريان الأيسر بالإتحاد مع الشريان القولوني الأيسر(Left Colic Artery) الذي يعد جزءاً من الشريان المساريقي السفلي(Inferior Mesenteric Artery).

#### الشريان القولوني الأيمن(Right Colic Artery)
يعتبر ثاني شريان يخرج من الجهة اليمنى للشريان المساريقي العلوي، و يقوم بتغذية القولون الصاعد(Ascending Colon)، و يقوم بالتفرع لفرعين(نازل و صاعد)؛ حيث يتحد الشريان النازل(Descending) مع الشريان اللفائفي القولوني(Ileocolic Artery)، و يتحد الشريان الصاعد(Ascending) مع الشريان القولوني الأوسط.

#### الشريان اللفائفي القولوني(Ileocolic Artery)
آخر الشرايين الخارجة من الجهة اليمنى للشريان المساريقي العلوي و يعبر نحو الأسفل ليتفرع إلى عدة أفرع:
(1)الفرع العلوي(Superior Branch) يعبر صاعدا عبر القولون الصاعد، و يتصل بالشريان القولوني الأيمن.
(2)الفرع السفلي(Inferior Branch) يكمل حتى الوصلة بين المعي اللفائفي و القولون(Ileocolic Junction) متفرعا إلى عدة تفرعات:
- فرع قولوني (Colic Branch): يقوم بتغذية الجزء الأول من القولون الصاعد.
-الأفرع العوراء الأمامية و الخلفية(Anterior and Posterior Cecal Branches): يعبرون على جانبي الأعور و يقومون بتغذيته.
-فرع زائدي(Appendicular Branch): يقوم بتغذية الزائدية الدودية.
-فرع لفائفي(Ileal Branch): يقوم بتغذية الجزء الأخير من المعي اللفائفي.

### الشريان المساريقي السفلي(Inferior Mesenteric Artery)
يقوم الشريان المساريقي السفلي بتغذية المعي المؤخر(Hindgut) امتداداً من نهاية المعي المتوسط(Midgut) عند الثلث الأخير من القولون المستعرض و ينتهي عند القناة الشرجية(Anal Canal)، متضمنا في تغذيته الثلث الأيسر من القولون المستعرض(Transverse Colon)، القولون النازل (Descending Colon)، القولون السيني(Sigmoid Colon)، المستقيم(Rectum)، و الجزء العلوي من القناة الشرجية(Anal Canal).
يتفرع من هذا الشريان ثلاثة شرايين فرعية:

#### الشريان القولوني الأيسر(Left Colic Artery)
هو أول تفرعات الشريان المساريقي السفلي و ينقسم إلى فرع صاعد و فرع نازل:
(1)الفرع الصاعد(Ascending) يقوم بتغذية الجزء العلوي من القولون النازل و الجزء الأخير من القولون المستعرض، و يتصل بالشريان القولوني الأوسط(Middle Colic Artery).
(2) الفرع النازل(Descending) يقوم بتغذية الجزء السفلي من القولون النازل، و يتصل بالشريان السيني الأول(First Sigmoid Artery).

#### الشرايين السينية(Sigmoid Arteries)
تتكون هذه الشرايين من فرعين إلى أربع أفرع لتساهم في تغذية الجزء السفلي من القولون النازل و و القولون السيني(Sigmoid Colon)، و تتصل بالأعلى بالشريان القولوني الأيسر النازل، و بالأسفل بأفرع من الشريان المستقيمي العلوي(Superior Rectal Artery).

#### الشريان المستقيمي العلوي(Superior Rectal Artery)
و هو الفرع الأخير من الشريان المساريقي السفلي، و يقوم بالانقسام إلى فرعين نهائيين ينزلان على جانبي المستقيم لتغذيته، ثم ينقسمون مرة أخرى لأفرع صغيرة على جدار المستقيم و يكملون لمستوى العضلة الصرة الغئرة للشرج(Internal Anal Sphincter) لتتصل خلال الطريق مع أفرع من الشريان المستقيمي الأوسط(Middle Rectal Artery) المتفرع من الشريان الحرقفي الغائر(Internal Iliac Artery) و الشريان المستقيمي السفلي(Inferior Rectal Artery) المتفرع من الشريان الفرجي الفائر(Internal Pudendal Artery).